# 森繁の重役読本
森繁の重役読本（もりしげの じゅうやくどくほん）は、向田邦子作・森繁久彌朗読によるラジオエッセイ。森繁の冠番組。
毎日広告社の制作で、TBSラジオ→文化放送をキー局に、1962年3月5日から1969年4月19日まで、ネット局や放送時間を変えながら、月〜土の帯番組として、朝7時〜8時台に計2448回放送された。
ホテルオークラ→ヤクルト本社→明治屋（リプトン紅茶）等が単独提供し、テーマソングは行進曲風に編曲した『リリー・マルレーン』。
向田の実質的出世作で、現存する台本の一部が没後に書籍化された。1973年よりTBSラジオで放送される長寿番組『小沢昭一の小沢昭一的こころ』の前身に当る。

## 作品解説

### ドラマの内容
サラリーマンを対象にした番組。5分枠中、「重役さん」なる主人公の中年男性が日常生活上の愚痴を独白したり、部下の「森繁くん」に重役の心得を説くのが基本パターン。
重役さんや森繁くんが登場せず、妻、子供、親、家政婦、出入りの職人、会社の部下や、馴染みのバーのホステスなど、取り巻きの人物が重役の行状について語ったり、これらが複数登場し会話する回もあったが、ナレーションから生録CMに至るまで、全員を森繁が独演した。

### 重役の人物像
重役は三男二女の父親であったり、女の子を持たない父親であったりと、プロフィールはその都度異なったが、キャラクターは「もの哀しく、ちょっと面白いお父さんや中年おじさん」で一貫していた。
- 猛妻の尻に敷かれ子供らに疎んじられる「中年男の悲哀」を基本に、「愚痴を交え、斜に構えた蘊蓄を世事に傾ける」「落ちと言った落ちが無い（その都度テーマを変え、次回に期待を抱かせつつ延々と続く）」路線は、後継番組『小沢昭一の小沢昭一的こころ』にそっくり承継されている。

重役のモデルは、向田の父であろうと森繁は想定し、向田の妹の向田和子も「父のことを誇張して書いてあるようなところがある」「茶化されている父本人に悟られまいと、番組開始を家族にも知らせていなかった」と述べているが、何度か番組を聴いた向田の父の反応は「時折自分に似ていると思っても、自分がモデルになっているとは全く思っていなかったようだ」というものであった。

### 収録過程
1回当り原稿用紙8枚前後に纏め、週1度収録していた。しかし、当時から遅筆家だった向田は収録直前まで滞り、スタジオ入り前に台本が完成していた例がなく、スタッフと歓談しながら不足分を加筆する事も多々あった。斯くして「ひん曲がった字でタタっと連ねて書いてある」原稿を、局内のガリ版切り職人に手交し、収録に間に合わせた。
吹き込みの場で、向田と内容について議論する事も少なくなかったが、「楽しいケンカ」であったと森繁は回想している。

### 向田の家族の反応
自分が台本を執筆したテレビドラマ『ダイヤル110番』は、事前に父、母、妹に知らせて放送をチェックさせていた向田だったが、森繁曰く、当番組は家族に聴かれることを嫌がっていた。
台本を何度か読まされた妹の和子は、開始当初は会社勤めで時間帯が合わず、番組を聴けなかったため、向田に録音を頼んだものの、一度として聞かせて貰った事はなかった。父は偶にカーラジオで聴いていて、帰宅後内容を母に話していた。

## 評価
6年以上続く長寿番組になった要因は、森繁の絶妙な話術に負う所が大きい。また『重役読本』で試行錯誤する間に、向田は後の数々のヒット作の基礎を築き上げたのではないかと、森繁らの衆目は一致している。
初回台本を一読した森繁は「文才の冴えを感じ」「構成力は弱いものの、昔の日常茶飯事を、巧みな比喩を用い、上質のユーモアを交えて再現している」「初期向田文学のエッセンスが詰まっている」とし、特に会話の活写には、スタッフ一同感心したと述べている。
後に、森繁の紹介で向田が弟子入りした市川三郎も、「当時から円熟していた」と評した。作風から年輩者を想像していたが、若い女性で驚いた一方、「『いろごと』の描写は未熟」であると、向田の弱点も見抜いている。

## 制作の背景
筆1本で生計を立てる前の向田は、雄鶏社に勤務する傍らアルバイトで『ダイヤル110番』の脚本を数本担当し、森繁がパーソナリティを務める『奥さまお手はそのまま』等、ラジオ番組の脚本も分担していた。
後者で森繁に気に入られた事で、座付作家として『重役読本』の企画が持ち上がり、本作に専念するため雄鶏社を退社。当番組の評判により、テレビドラマ『七人の孫』や、他のラジオ番組からも声が掛るようになった。
向田が半年間師事し「私の先生」と公言した市川の影響も大きい。数々の長寿番組を手掛けた市川は、森繁主演の『ラジオ喫煙室』（NHKラジオ第1）も担当していたが、森繁は向田を『ラジオ喫煙室』でも使ってくれるよう市川に推薦し、指導を依頼した。
向田は週2回ほど市川の自宅に出向き、脚本の基本を学んだが、「日常の話し言葉をそのまま文字に移す訓練」を「負けず嫌いと凝り性と勘の良さ」で会得し、「助詞を省き短くリズミカルな」会話描写を、脚本のみならず小説にも生かすようになった。

## その後
向田の「得がたい才能」を高く評価した森繁は、自らの主演作『社長シリーズ』を始め、幾つかの映画にも推薦したため、向田はこれらの脚本も試作したが、向田の「都会的・知的」な社長像が、「終始ドジを踏み続ける社長」が登場し「毎回同じような展開」を望む制作者側の企画意図に沿えず、没になった。

## 現存する記録
番組の音源はTBSに9本、台本は205冊現存する。後者は向田の母校実践女子大学図書館の向田邦子文庫が所蔵し、学外者も閲覧可能（要手続）。
「小さなトラックいっぱいぐらいあった」台本を、収納場所を理由に、向田は麻布霞町のアパートから南青山のマンションへ引越した際に総て処分したが、自宅の書棚に一部を架蔵していた森繁から寄贈された。

## 書籍化
放送当時、森繁は書籍化を何度も勧めたが、向田は積極的ではなく、生前に出版されることはなかった。向田の没後数年を経て、台本の傑作選を再編集した単行本『森繁の重役読本』と『六つのひきだし』がネスコから上梓され、後に文春文庫で文庫化された。
なお、『森繁の重役読本』には「あ・重役（あ・うん）」「重役トランプ（思い出トランプ）」「重役貫太郎一家（寺内貫太郎一家）」「妻どき女どき（男どき女どき）」「重役の詫び状（父の詫び状）」「重役仮名人名簿（無名仮名人名簿）」「霊長類重役科動物図鑑（霊長類ヒト科動物図鑑）」と、向田の代表作を捩った章題が付されている。